# Сайтама (Ванпанчмен)
Сайтама (яп. サイタマ Сайтама, англ. Saitama) — главный протагонист веб-комикса «Ванпанчмен», созданный пользователем ONE, и адаптируемый под мангу Юсукэ Муратой. Сайтама — независимо действующий супергерой из города Z, мечтающий получить всеобщее признание и занимающийся подвигами в качестве хобби. Он известен под именем «Ванпанчмен» благодаря его невероятной силе, способной нокаутировать противника с одного удара, которую он достиг при помощи упорных тренировок в течение трёх лет. Однако из-за своей непревзойденной силы Сайтама перестал чувствовать опасность и не столкнулся с реальным вызовом со стороны преступников и суперзлодеев, что заставляет его морально стагнировать.
В октябре 2015 года выходит аниме-адаптация, в котором Сайтаму озвучивает Макото Фурукава, а на английском дублирует Макс Миттелман.

## Концепция и создание
Японский мангака ONE был заинтересован в создании супергероя, который являлся бы сильнейшим в мире. Он хотел заняться другими аспектами истории, которые в стандартных историях о супергероях не опирались, например, на повседневных проблемах.
Удары кулаками часто бесполезны против жизненных проблем. Но внутри вселенной One-Punch Man я сделал Сайтаму своего рода парнем, который был способен адаптировать свою жизнь к окружающему его миру, только вооружившись своей огромной силой. Единственные препятствия, с которыми он сталкивается, — это обыденные вещи, например, нехватка денег.ONE, ComicBook.com
Произведение рассказывает о том, насколько Сайтаме стало скучно быть сильнейшим супергероем, предпочитая повседневную жизнь своей супергеройской деятельности. По мнению ONE, герой крут не из-за своей мощи, а из-за своего менталитета и возможности понять других. ONE также имел проблемы со сценарием из-за всесильности Сайтамы, поскольку все проблемы он легко преодолевал. ONE считал, что приключения Сайтамы можно сделать интересной, единственная сложность заключается в том, чтобы не сделать союзников слишком слабыми.
Когда художник Юсукэ Мурата принялся за рисование Сайтамы, он часто изображал его с «крутым» образом вместе со всем составом. Был вариант героя с красивой внешностью и звёздами в глазах, но эти идеи были отброшены, поскольку ONE хотел, чтобы Сайтама был полной противоположностью. Тем не менее, Мурата повеселился во время рисования персонажа. Упрощённое лицо Сайтамы было сделано намеренно в целях комического эффекта. Мурата добавил, что хотя в художественной литературе трудно соотносить себя с сильными персонажами, мангаке ONE это удалось.

### Озвучивание
Сайтаму озвучивает Макото Фурукава в японской версии и Макс Миттелман в английской версии. Фурукава узнал об аниме от своего друга, у которого была манга. Он считает историю интересной и простой, так как каждый эпизод завершается за короткое время, а Сайтама побеждает врагов быстрыми ударами. Первое впечатление о персонаже было настолько сильным, что актёр волновался о своей способности сыграть его. Он был удивлён, что Сайтама является самым сильным героем, ведь контраст между его обычной жизнью и сражениями привлекателен. Фурукава назвал персонажа «сложным» из-за его недостатка мотивации и невнимательности, хотя его домашние дела делают его обаятельным и узнаваемым. Актёр объясняет, что у Сайтамы есть два разных голоса, соответствующих разным ситуациям, что делает его одновременно крутым и некрутым.
Миттелман был завлечён первым эпизодом сериала и нашёл забавным то, как Сайтама выглядит по сравнению с грозными злодеями. Во время кастинга он стремился найти баланс между скукой и ленью, сохраняя при этом «отстранённость». Актёр отметил сложности в подражании Фурукаве, подчеркнув, что его игра может показаться «сумасшедшей» из-за различий между японской и английской версиями.

## Информация
Сайтама — 25-летний мужчина с лысой головой. Его рост считается равным 175 сантиметрам, а вес 70 килограммов. За три года до начала основных событий манги, Сайтама имел чёрные волосы и был безработным, пока не столкнулся с суперзлодеем монстром по имени Крабланте, который искал мальчика с двойным большим подбородком с намерением убить его. Когда Сайтама спас мальчика, одолев Крабланте, он стал активно тренироваться, чтобы стать супергероем. Его программа состояла из 100 отжиманий, 100 приседаний, 100 на пресс, 10-километровый забег, употребление здоровой пищи и полный отказ от кондиционера и обогревателя. Такой режим заставил Сайтаму облысеть и стать безгранично сильным, быстрым, выносливым и стойким, что сделало его непобедимым. В начале манги Сайтама встречает Геноса, который находился в поисках киборга, уничтожившего его деревню. Генос стал учеником и соседом по комнате, что изначально не нравилось Сайтаме, однако со временем, он привязался к нему.
Через какое-то время Сайтама и Генос вступают в Ассоциацию героев. Хотя Сайтама побил все рекорды на вступительном экзамене, из-за заваленного сочинения, он получает 71 балл, что даёт ему низкий ранг в Ассоциации. За всё своё время он совершил немало подвигов и одерживал верх над всеми своими противниками, например он победил наёмного убийцу ниндзя по имени Сверхзвуковой Соник (который впоследствии стал его постоянным соперником), уничтожил метеорит, за что его оклеветали другие герои из-за ущерба, нанесённом осколками. Независимо от его ранга, он не против отдать должное другим, что продемонстрировано в его действиях после битвы с Глубоководным Королем. В арке «Воры Тёмной Материи» Сайтама впервые демонстрирует свою технику «серьёзный удар», победив завоевавшего мир лидера пришельцев, лорда Бороса. Также было раскрыто, что сила Сайтамы может продолжать расти безгранично, как было продемонстрировано во время его битвы с Космическим Гароу, причём последний оставил его позади по масштабированию силы с каждым ударом.
На момент 172 главы манги и 96 главы веб-комикса, Сайтама имеет 39-й ранг класса А в Ассоциации героев.

## Критика и культурное влияние
Сайтама занял первое место в опросе популярности персонажа из манги. Он был номинирован на звание лучшего главного героя года на четвёртой церемонии вручения премии Crunchyroll Anime Awards в 2020 году. На Animax Carnival Malaysia 2016 года проводился аттракцион, где гостям предлагалось ударить сильнее, чем персонаж. Также было разработано несколько видов мерчендайза. В 2019 году сингапурец по имени Сиа повторил тренировку Сайтамы, о которой тот упоминает в начале сериала, чтобы улучшить свою физическую форму, и добился положительных результатов.
В основном критическая реакция на Сайтаму как на персонажа была положительной. Anime News Network насладились ранними главами и его взаимоотношениями с Геносом, назвав их откровенно уморительным дуэтом. Что касается аниме, Den of Geek прокомментировал наибольшую привлекательность сериала заключалась в комичных сценах с Сайтамой, когда он разочаровывался слабостью злодеев, нежели чем в целом боевые сцены, что показывало как сатиру на файтинги. Однако концовка первого сезона получила высокую оценку за смешение обоих элементов повествования в двух эпизодах, где Сайтама делает скучное выражение лица, прежде чем впервые стать серьёзным в бою. IGN открыто заявил, что сериал отлично справляется с тем, как Сайтама правильно заканчивает большинство своих боев по-разному.
Comic Book Resources был впечатлён 165 главой манги, в которой было фактически исполнено желание не только Сайтамы, но и всей фанбазы в целом. SportsKeeda дважды назвал Сайтаму сильнейшим персонажем сериала, но задался вопросом, сможет ли представленный в манге персонаж, Бог, одолеть героя. Screen Rant также назвал Сайтаму сильнейшим персонажем в истории аниме. Некоторые фандомы разделяются во мнениях кто из персонажей всё-таки сильнее: Сайтама или Сон Гоку из аниме и манги «Жемчуг дракона». Anime News Network сравнил Сайтаму со Всемогущим, известным персонажем из манги «Моя геройская академия» среди западных супергероев, заявив, что, несмотря на их схожие концепции, повествование сильно отличается. Тем не менее, автор сказал, что все они дают фанатам идею самосовершенствования. Сайтама в озвучке Фурукавы также было высоко оценено.
Автор Panic at the Discourse Джо Янг заявил, что когда Сайтама побеждает Глубоководного Короля, он жертвует собственной репутацией, не принимая на себя заслуги, поскольку он «поддерживает идеологию Ассоциации Героев», давая глубину рефлексии в том, как герои признаются в художественной литературе. Янг выразил контраст между Сайтамой и героями Marvel Comics и вместо этого сравнил его с героями аниме, такими как Наруто Удзумаки, Гоку, Ичиго Куросаки и другими, поскольку они тоже не действуют как герои. Ян сделал акцент на происхождении Сайтамы как неудавшейся «мужественности служащего», распространенной в эпоху Сёва, а также на том, что Ассоциация героев не одобряет его как важного героя обществом. В заключение Ян считает, что ONE написал Сайтаму как пример служащего.